# Зір'яб
Зір'яб, Заріаб (справжнє ім'я Абу аль-Хасан Алі ібн Нафі, перське і арабське: أبو الحسن علي ابن نافع, нар. близько 789 — пом. 845 або 857) — арабський музикант, співак, композитор, виконавець на арабській лютні уде, педагог, музичний теоретик, поет.
Учень Ісхака аль-Маусилі (за іншими відомостями, Ібрагіма аль-Маусилі). Придворний музикант в Багдаді, Кайруані (Туніс), з 822 у Кордові.
Засновник так званої андалуської музичної традиції. Автор декількох тисяч пісень.